# Summa technologiae
Summa technologiae (v latině znamená Suma technologie; stejně tak se vyslovuje) je soubor filosofických a futurologických esejí polského spisovatele Stanislava Lema. Byla vydána v roce 1964, ve druhém vydání pak 1967; tematizuje vzájemný vztah nových technologií a vývoje lidstva. Předjímá v ní mnoho v té době nerealizovaných technologií (umělá inteligence, virtuální realita, nanotechnologie a další).
Název samotný má aludovat knihu Summa theologiae Tomáše Akvinského.
Po několika desítkách let autor hodnotil své předpovědi v publikaci Tajemství čínského pokoje.

## České vydání
31 let za ostatními jazyky spatřil světlo světa český překlad, pořízený Pavlem Weigelem; vydali jej v pražském Magnet-Pressu roku 1995, jako třetí svazek edice Nemesis. Ilustroval Teodor Rotrekl; obálku navrhla a knihu graficky upravila Jana Šouflová, redigovala Ivana Szalaiová-Milotová. Hardback vytiskly Tiskárny Vimperk, s.r.o.; doporučená cena 160 Kč.